# Наґіната
Наґіната　(яп. 薙刀, なぎなた, «меч-коса») — різновид японської держакової холодної зброї. Аналог європейської глефи, китайської цзінлун яньюедао (гуань дао) і східноєвропейської совні. За формою нагадує довгий, розширений на кінці клинок меча, насаджений на довге ратище. Широко уживалася у XI — XV століттях. Поступово витіснена списом. З XVII століття уживалася переважно жінками.

## Історія зброї
Вперше, вона згадується у Кодзікі, де була зброєю сохеїв часу періоду Нара.  Також ця зброя активно використовувалася ямабусі. Існують різні версії походження наґінати:
- це дороблена японцями версія китайського дадао (про що свідчять археологічні знахідки);
- від селянського робочого рублячого знаряддя;
- зброя торговців, легка у виготовленні та не потребуюча значних навиків у використанні.

Першопочатково це була зброя піхоти, але під час війни Ґемпей (1181—1185) її також почали використовувати й вершники. Достатньо довга, проста у використанні й в той же час маюча рубляче лезо, вона використовувалася, перш за все, для подрізання ног ворожих коней. Проте, найперша документальна згадка коли вони стала загальною зброєю регулярних військ - 1086. Також в цей час відбувається й еволюція самурайського обладунку. Для захисту ніг від наґінати додається спеціальний захист голеней. 
Формально, часом закати наґінати як загальної зброї міжна вважити сьоґунат Токугава, як період довгого миру. Фактично саме з цього часу наґіната здобуває статусу "жіночої зброї". 
З XII сторіччя, наґіната стає традиційоною самурайською зброєю. Однак, проста піхота все ще буде використовувати її. Так, ашіґару все ще використовували наґінату навіть коли на полі бої з'явилася танеґашіма (японська аркебуза). Однак, простота та легкість у використанні наґінати високо цінилася не лише самураями та ашіґару, але й жінками самурайського стану. Так, головною зброєю онна-буґейся вважається саме наґіната. Проте, це не зовсім так.
Фактично, наґіната була зброєю, володінню якоєю навчали будь-яких жінок самурайського походження. Їх називали буке-но-онна і в перелік їх необхідних навичок й входило володіння наґінатою як зброєю для захисту самурайського дома у випадку, коли чоловіка нема в дома. Саме тому наґінатадзюцю здебільшого й вважається "жіночим мистцетвом". 

## Параметри
Наґіната складається з двох частин: древка та клинка. Цуби не завжди були обов'язковою складовою наґінати. 
Зброя могла досягати завдовжки до 2.5 метрів. У перерізі вона має овальну форму. Виконується держак частіше з дуба або бука і покривається лаком. Іноді древко зміцнювалося металевими кільцями. Могли так само обплітати держак товстим шовковим шнуром. Відмінності у розмірах залежали від особистих уподобань власника, його фізичної форми та віяння моди того чи іншого часу. Нині найпоширеніший укорочений варіант рукояті, близько 1,2 – 1,5 метра. На нижньому кінці держака могли бути надіті металеві загострені ковпаки.
Клинок має вигнуту форму та одностороннє заточування. Раніше його довжина становила від 60 см до 120 см. Клинок був широким, сильно вигнутим та розширеним на кінці. Завдавати колючих ударів такою зброєю було дуже незручно. З 16 століття меч набуває більш звичний на сьогоднішній день зовнішній вигляд. Його довжина зазвичай не перевищує 60 см, в основному 30-50 см, він вузький з невеликим вигином. Форма клинка може нагадувати рівний клинок меча, а може мати розширення на кінці. Клинок від рукояті зазвичай був відокремлений круглою гардою (цубою), проте існували зразки із без них.

## Галерея

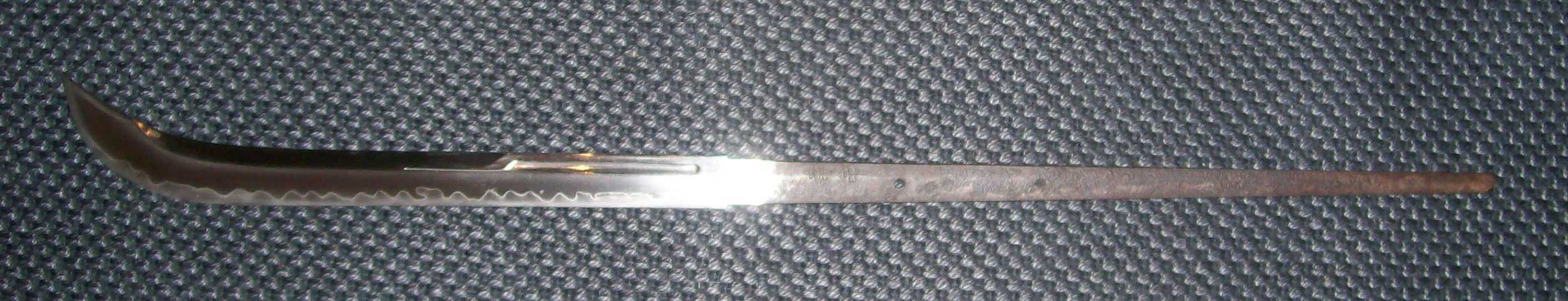
Наґіната
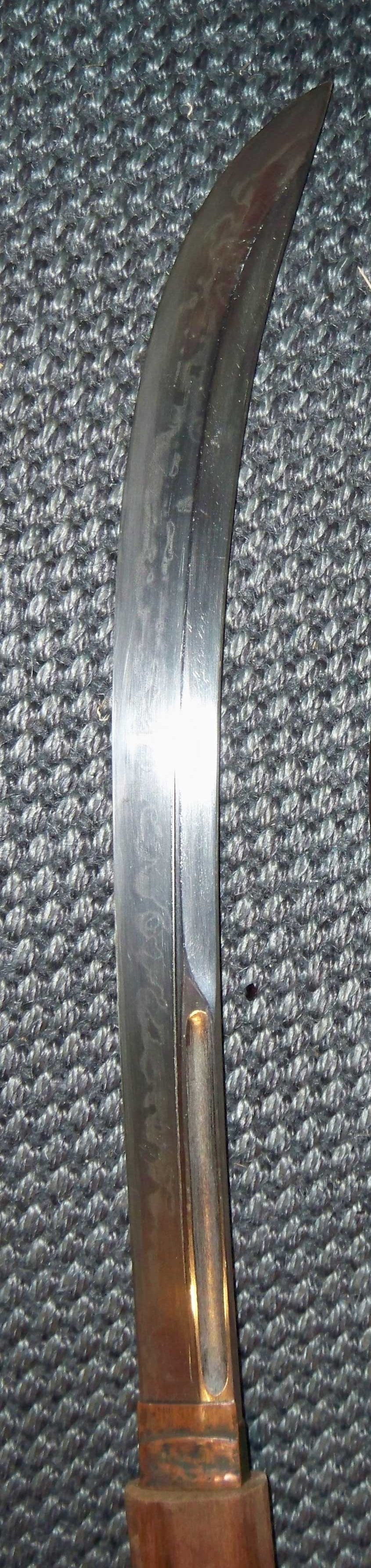
Клинок Наґінати
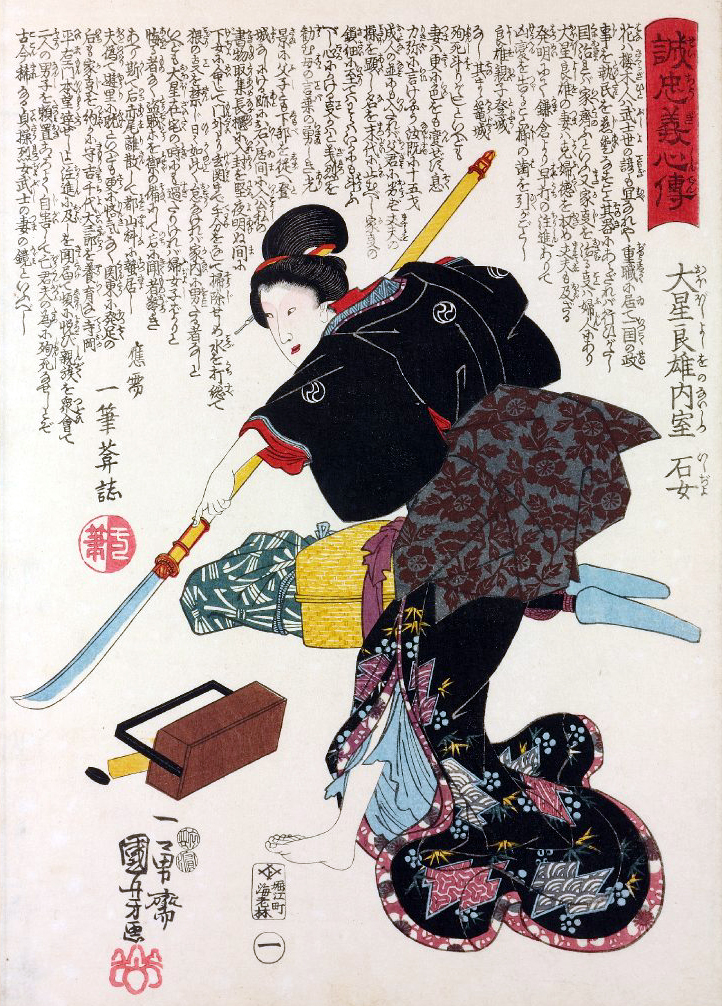
Іші-йо, жінка Обоші Йошіо із наґінатою. Ксилографія Утагава Кунійоші (1848)
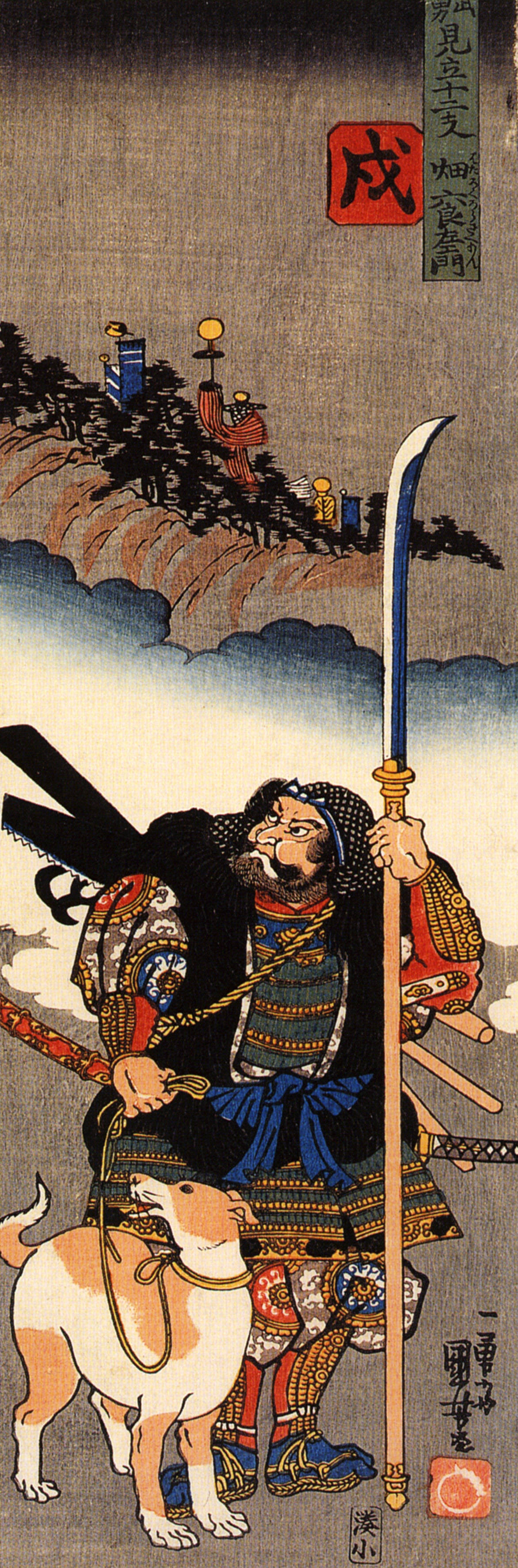
Хата Рокурадзаймон із собакою. В руках воїна можна побачити наґінату
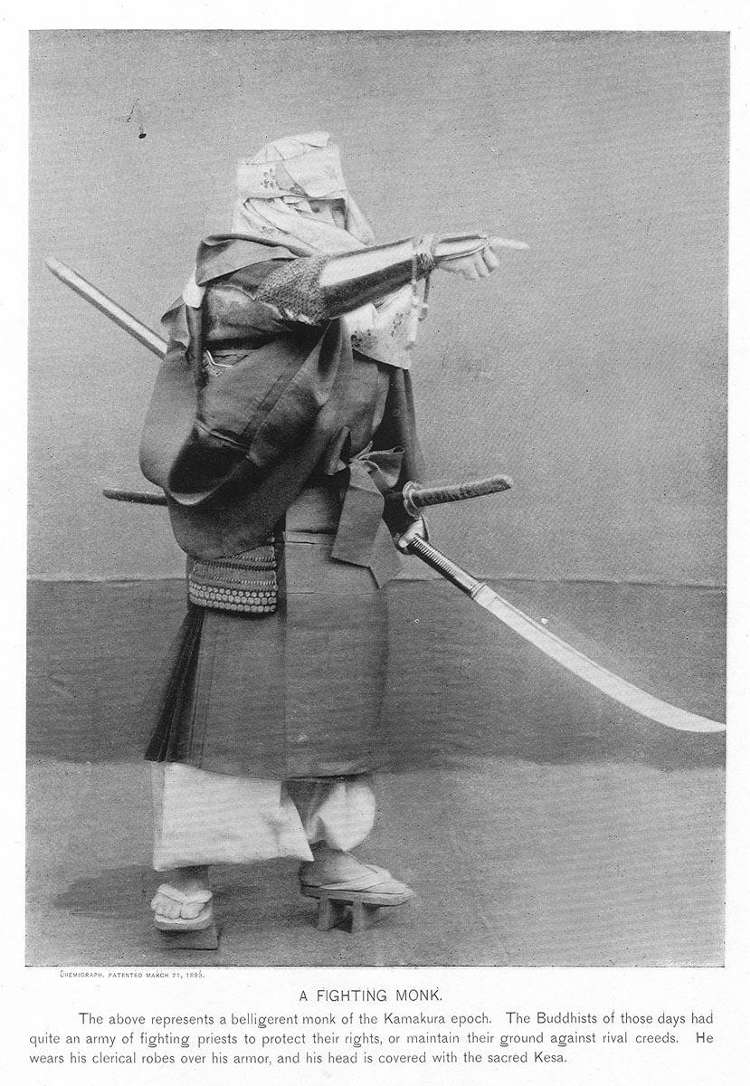
Монах-воїн із наґінатою